# Францішек Ксаверій Хомінський
Францішек Ксаверій Хомінський, Францішек-Ксаверій Гілярійович Хомінський (пол. Franciszek Ksawery Chomiński, рос. Франц-Ксаверий Гиляриевич Хоминский, близько 1736 — 9 червня 1809, Вільнюс) — державний діяч Великого князівства Литовського та Російської імперії, (номінально) мстиславський воєвода (1788—1795), мінський губернський маршалок (1795—1797), письменник.

## Біографія
Належав до католицького середнього дворянського роду Хомінських гербу «Лис». Він народився в родині Гілярія Костянтиновича Хоминського (близько 1690 — грудень 1758), хорунжого ошмянського, старости погерв'янського, власник маєтку Гав, Верхнього і Руського Села і Ганни з Копці (з 1700—1800, Руське Село Дісненського повіту), дочка ошмянського старости і писаря великолитовського Михайла Копця. Мав братів Михайла (1729—1803), суфраган жмудський, писар великий литовський; Іоаким, управитель ошмянський; Ян-Каспер, сотник саксонських військ, Ігнатій (пом. після 1812), депутат Генерального трибуналу Великого князівства Литовського, сестри Анель-Бриджита-Агнешка, яка не була одружена; Гертруда-Варвара-Францішек, яка була одружена з Францішеком Беліковичем; Юзефа, яка з 24.02.1754 р. була одружена з ошмянським підчашим Тадеушем Карловичем Сулістровським.
Навчався за кордоном.
У 1764 р. був полковником конфедерації Чорторийських, в 1768 — членом Барської конфедерації. Як наближений гетьман литовський Михайло Казимир Огінський їздив із дипломатичними місіями до Західної Європи. У 1770—1774 роках перебував із дипломатичними місіями у Франції та Німеччині.
Служив у військах ВКЛ, із 5 січня 1775 р. по лютий 1784 р. підпоручник хоругви Булави великої литовської, а із 30.10.1775 по 27.06.1788 бригадир-комендант 2-ї (п'ятигорської) бригади Національної кавалерії із 10.12.1783 до 27.06.1788 генерал-майор, командир 1-ї дивізії Генерального штабу. Генерал-майор війська Великого князівства Литовського (1788—1795).
У 1782—1794 роках він також був пінським судовим старостою. У 1780 і 1782 рр. посол на сеймі від Пінського повіту (у 1782 р. сеймовий суддя), у 1784 р. маршалок Гродненського сейму. З 1786 по 1787 р. маршалок Трибуналу ВКЛ.
Останній мстиславський воєвода з 31.05.1788 по 1795 рік — посада була номінальною, оскільки територія колишнього Мстиславського воєводства в результаті першого поділу Речі Посполитої вже входила до складу Російської імперії.
Володів маєтками Коперовичі, Ігуменове та Постави Дісненського повіту (лише на 1795 р. — 121 сіл і 2679 кріпаків чоловічої статі).
Після поділу Речі Посполитої продовжив політичну кар'єру в Російській імперії. У 1795 році на дворянських виборах у Мінську був обраний першим губернським маршалком (головою дворянства) Мінської губернії (27 вересня 1795 — 1797). У 1796 році, не відбувши служби, він одразу отримав високий російський чин таємного радника. У 1797 році був заарештований за підозрою у змові проти російського імператора Павла I  після звернення від імені дворянства Мінської губернії, яке «вимагало повернення до влади колишніх порядків Польщі».
Помер 9 червня 1809 року у Вільнюсі, похований на цвинтарі Расу в катакомбах.

## Літературна діяльність
Автор класицистичних віршів, публіцистичної «Відповіді» (1792). Вважається, що Хомінський написав для Михайла Казимира Огінського більшість просвітницьких поетичних творів, опублікованих під псевдонімом Слонімський громадянин у колекції «Історичні та моральні оповідання» (1782) і «Байки і не-байки» (1788). Перекладав польською мовою твори Горація, Жана Расіна, Жак Деліля, П'єра Корнеля. Був відомим як «…людина виняткового інтелекту…».

## Нагороди
Кавалерські ордени Святого Станіслава (1782) і Білого Орла (1785).

## Сім'я
Одружений із Софією Тізенгаузен (бл. 1750 — після 1807), дочкою Казимира, старости дияменського. Її перший чоловік Антоній Тизенгауз (1756 — 19.02.1816), генерал військ ВКЛ, віленський хорунжий (1777), староста рогачівський, учасник Великого сейму (1788—1792), учасник повстання Костюшка (1794), кавалер ордена Св. Станіслава.
Францішек Хомінський не залишив нащадків.